# Lajos Somodi Sr.
Lajos Somodi Sr (ur. 4 grudnia 1928 w Abádszalók, zm. 9 maja 2012 w Budapeszcie) – węgierski florecista, brązowy medalista olimpijski.
Na igrzyskach olimpijskich w Melbourne (1956) odpadł w pierwszej rundzie w zawodach indywidualnych. Parę dni później Węgrzy w składzie: Endre Tilli, József Sákovics, József Gyuricza, Mihály Fülöp, Lajos Somodi Sr i József Marosi zdobyli drużynowo brązowy medal. Były to jego jedyne starty olimpijskie.
Nie zdobył medalu mistrzostw świata.
Z powodu powtarzających się kontuzji wcześnie zakończył karierę. Z zawodu był strażakiem, pracował także jako trener.
Jego syn, Lajos Somodi Jr., także został szermierzem.